# جبل كازبجي
جبل كازبجي (بالإنجليزية: Mount Kazbek)‏ هو بركان طبقي خامد وواحد من الجبال الرئيسية في منطقة القوقاز. يقع الجبل على الحدود بين مقاطعة كازبجي في جورجيا وجمهورية أوسيتيا الشمالية-ألانيا في روسيا الإتحادية.
قمة الجبل هي ثالث أعلى قمة في جورجيا (بعد كل من جبل شخارا وجانغا)، والسابعة في ترتيب أعلى القمم في جبال القوقاز. تعد قمة كازبجي أيضًا ثاني أعلى قمة بركانية في القوقاز بعد جبل البروس، وأعلى قمة في جورجيا الشرقية. تقع القمة مباشرة إلى الغرب من مدينة ستبانتسميدا، كما تعد أبرز المعالم الجغرافية في المنطقة. اسم الجبل باللغة الجورجية Mqinvartsveri، يعني «القمة الجليدة» أو «القمة الباردة المتجمدة».

## الموقع

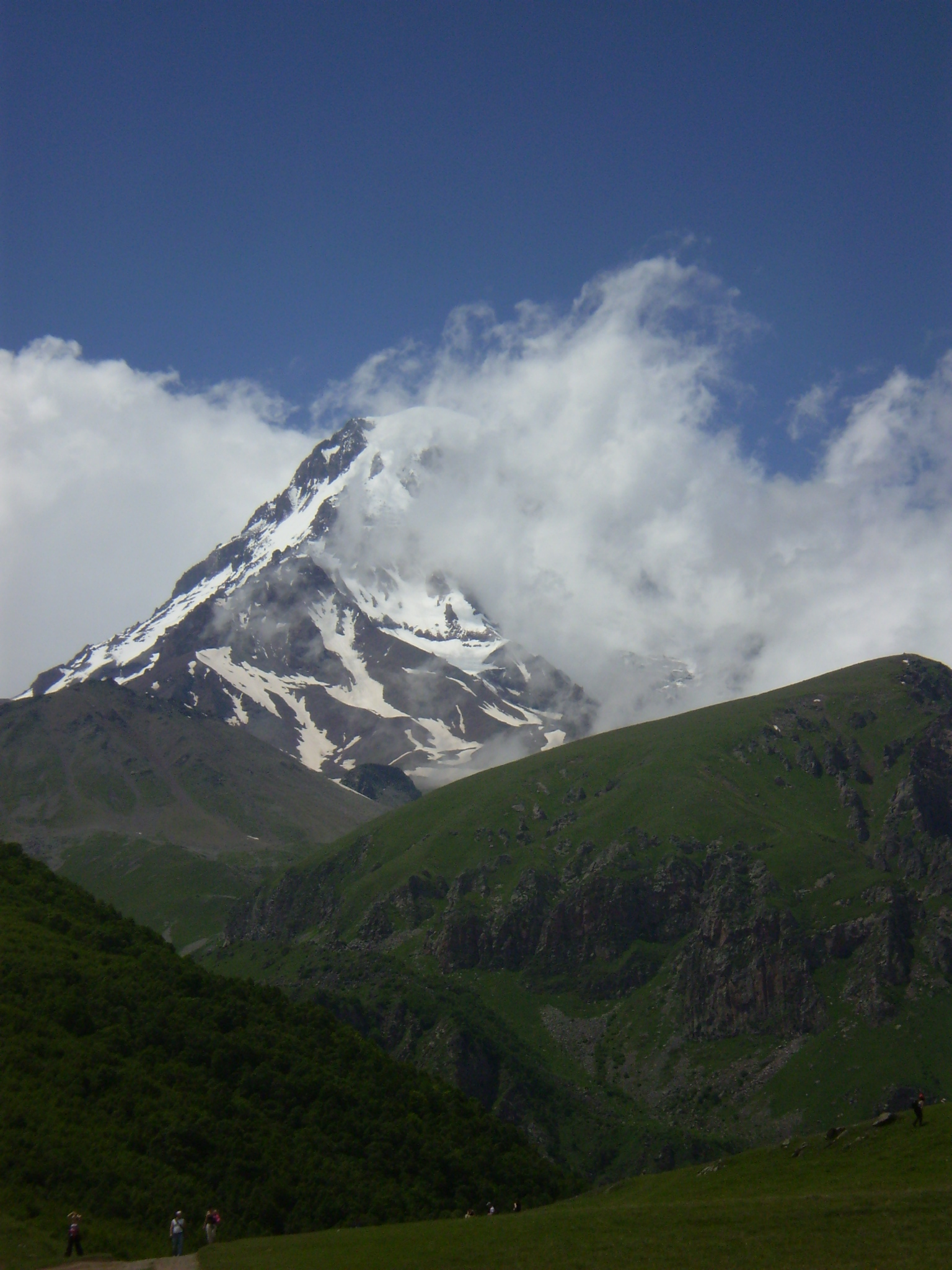
جبل كازبجي من خارج كنيسة جيرغي ترينيتي

يقع جبل كازبجي ضمن نطاق سلسلة جبال خوخ، وهي سلسلة جبلية تمتد شمال سلسلة جبال القوقاز الكبرى، ويخترقها نهران هما نهر أردون ونهر تيريك. عند سفح الجبل الشرقي، يمر الطريق العسكري الجورجي عبر ممر داريال 2,378 متر (7805   قدم). يقع الجبل نفسه على طول حافة فالق بورجومي-كازبيجي (وهي النهاية الفرعية الشمالية لفالق شمال الأناضول). المنطقة نشطة للغاية من الناحية التكتونية، حيث تشهد حدوث العديد من الزلازل الخفيفة على فترات منتظمة. يحيط الجبل أيضا نظام نشط من الينابيع الحرارية/الساخنة. بركان كازبجي هو بركان يحتمل أن يكون نشيطا، وهو مكون أساسا من التراكيت ومغمد بالحمم وله شكل مخروط مزدوج تقع قاعدته على ارتفاع 1770 متر (5800) قدم).

## أسطورة
يرتبط جبل كازبجي في الفولكلور الجورجي مع أميراني (بالإنجليزية: Amirani)‏ وهي النسخة الجورجية من بروميثيوس، الذي كان مقيدا بالسلاسل على الجبل عقابا له على سرقته النار من الآلهة وإعطائها البشر. أصبح موقع سجنه في وقت لاحق محبسة أرثوذكسية موجودة في كهف يسمى "Betlemi" (بيت لحم) على مستوى 4000 متر. وفقا للأساطير، يضم هذا الكهف العديد من الآثار المقدسة، بما في ذلك خيمة النبي إبراهيم ومدير الطفل يسوع.

## المناخ
| البيانات المناخية لـجبل كازبجي (1981–2010) | البيانات المناخية لـجبل كازبجي (1981–2010) | البيانات المناخية لـجبل كازبجي (1981–2010) | البيانات المناخية لـجبل كازبجي (1981–2010) | البيانات المناخية لـجبل كازبجي (1981–2010) | البيانات المناخية لـجبل كازبجي (1981–2010) | البيانات المناخية لـجبل كازبجي (1981–2010) | البيانات المناخية لـجبل كازبجي (1981–2010) | البيانات المناخية لـجبل كازبجي (1981–2010) | البيانات المناخية لـجبل كازبجي (1981–2010) | البيانات المناخية لـجبل كازبجي (1981–2010) | البيانات المناخية لـجبل كازبجي (1981–2010) | البيانات المناخية لـجبل كازبجي (1981–2010) | البيانات المناخية لـجبل كازبجي (1981–2010) |
| الشهر                                      | يناير                                      | فبراير                                     | مارس                                       | أبريل                                      | مايو                                       | يونيو                                      | يوليو                                      | أغسطس                                      | سبتمبر                                     | أكتوبر                                     | نوفمبر                                     | ديسمبر                                     | المعدل السنوي                              |
| ------------------------------------------ | ------------------------------------------ | ------------------------------------------ | ------------------------------------------ | ------------------------------------------ | ------------------------------------------ | ------------------------------------------ | ------------------------------------------ | ------------------------------------------ | ------------------------------------------ | ------------------------------------------ | ------------------------------------------ | ------------------------------------------ | ------------------------------------------ |
| الدرجة القصوى °م (°ف)                      | −1.5 (29.3)                                | 8.0 (46.4)                                 | 2.0 (35.6)                                 | 8.0 (46.4)                                 | 7.8 (46.0)                                 | 14.0 (57.2)                                | 20.0 (68.0)                                | 21.0 (69.8)                                | 15.0 (59.0)                                | 8.8 (47.8)                                 | 14.7 (58.5)                                | 8.0 (46.4)                                 | 21.0 (69.8)                                |
| متوسط درجة الحرارة الكبرى °م (°ف)          | −10.9 (12.4)                               | −9.0 (15.8)                                | −7.3 (18.9)                                | −3.3 (26.1)                                | −0.2 (31.6)                                | 4.7 (40.5)                                 | 6.9 (44.4)                                 | 7.9 (46.2)                                 | 4.4 (39.9)                                 | −0.6 (30.9)                                | −2.8 (27.0)                                | −6.9 (19.6)                                | −1.4 (29.4)                                |
| المتوسط اليومي °م (°ف)                     | −14.0 (6.8)                                | −12.3 (9.9)                                | −10.2 (13.6)                               | −6.4 (20.5)                                | −2.5 (27.5)                                | 1.7 (35.1)                                 | 4.6 (40.3)                                 | 5.5 (41.9)                                 | 2.1 (35.8)                                 | −3.9 (25.0)                                | −6.0 (21.2)                                | −10.7 (12.7)                               | −4.3 (24.2)                                |
| متوسط درجة الحرارة الصغرى °م (°ف)          | −17.1 (1.2)                                | −15.6 (3.9)                                | −13.0 (8.6)                                | −9.6 (14.7)                                | −4.8 (23.4)                                | −1.4 (29.5)                                | 2.3 (36.1)                                 | 3.0 (37.4)                                 | −0.2 (31.6)                                | −7.0 (19.4)                                | −9.2 (15.4)                                | −14.4 (6.1)                                | −7.3 (18.9)                                |
| أدنى درجة حرارة °م (°ف)                    | −24.9 (−12.8)                              | −28 (−18)                                  | −28 (−18)                                  | −20.4 (−4.7)                               | −11 (12)                                   | −11.2 (11.8)                               | −4 (25)                                    | −5 (23)                                    | −14 (7)                                    | −16 (3)                                    | −18 (0)                                    | −27 (−17)                                  | −28 (−18)                                  |
| الهطول مم (إنش)                            | 88.0 (3.46)                                | 68.1 (2.68)                                | 56.8 (2.24)                                | 73.4 (2.89)                                | 123.3 (4.85)                               | 75.3 (2.96)                                | 96.9 (3.81)                                | 99.8 (3.93)                                | 65.5 (2.58)                                | 82.0 (3.23)                                | 107.0 (4.21)                               | 73.8 (2.91)                                | 1٬009٫9 (39.75)                            |
| متوسط أيام هطول الأمطار (≥ 1 mm)           | 8.1                                        | 6.5                                        | 6.9                                        | 9.4                                        | 13.6                                       | 11.6                                       | 10.6                                       | 8.7                                        | 10.0                                       | 10.3                                       | 10.0                                       | 8.3                                        | 114                                        |
| المصدر #1: Météo climat stats              |                                            |                                            |                                            |                                            |                                            |                                            |                                            |                                            |                                            |                                            |                                            |                                            |                                            |
| المصدر #2: Météo Climat                    |                                            |                                            |                                            |                                            |                                            |                                            |                                            |                                            |                                            |                                            |                                            |                                            |                                            |

## معرض الصور

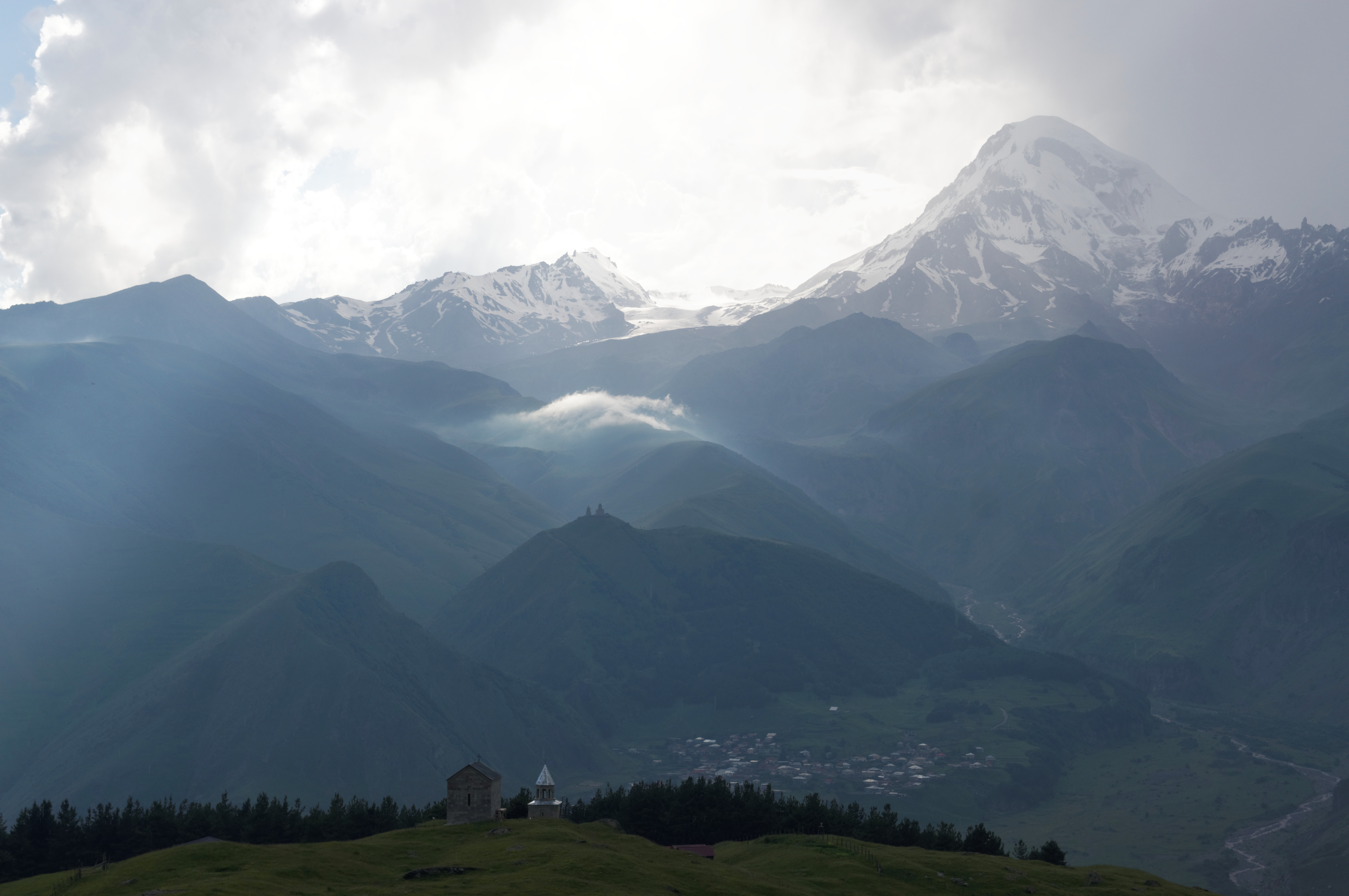
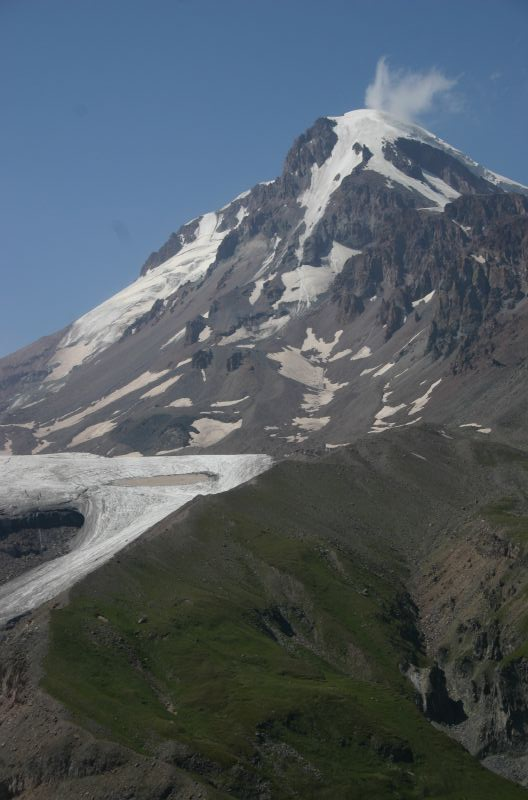
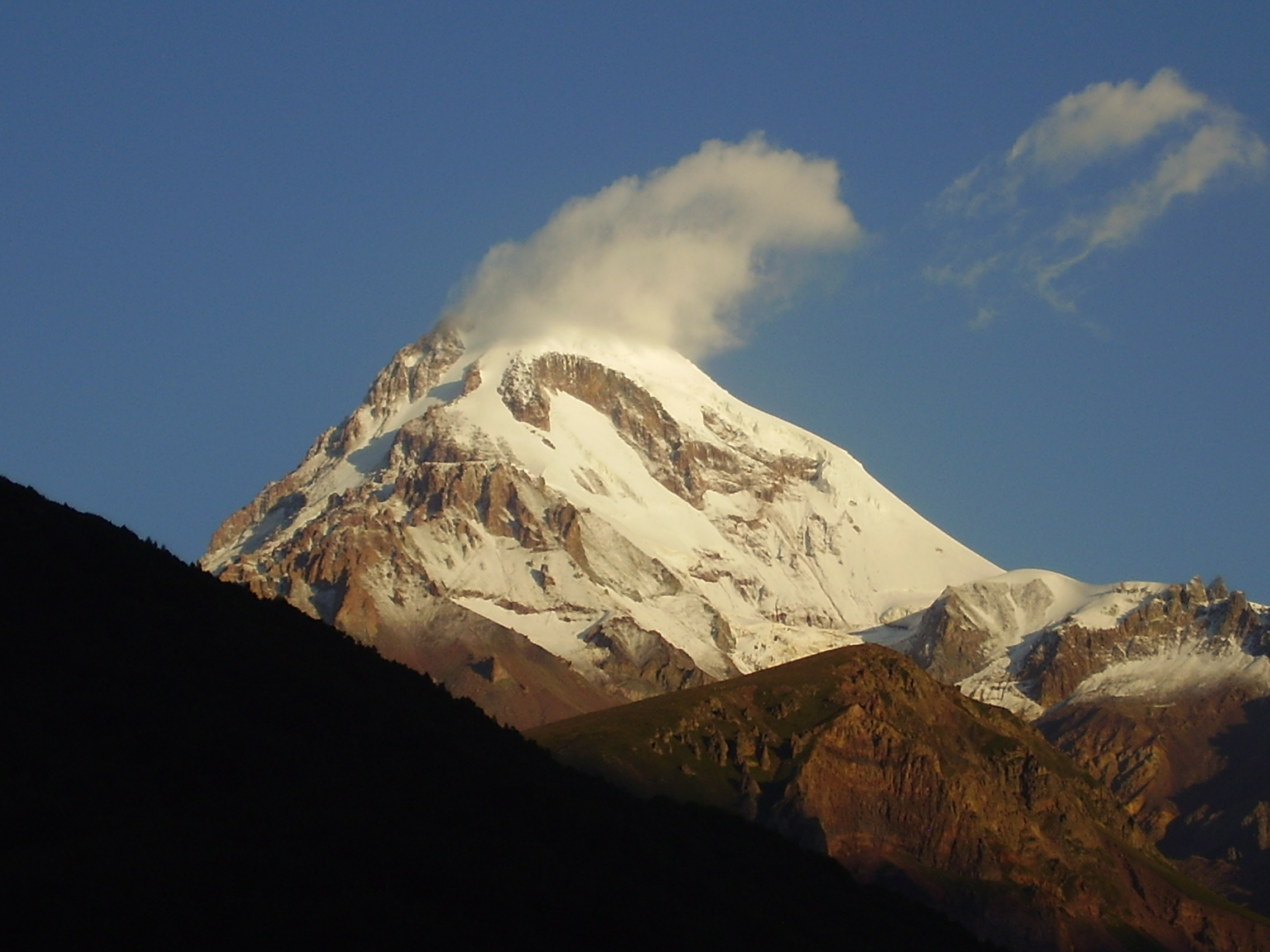
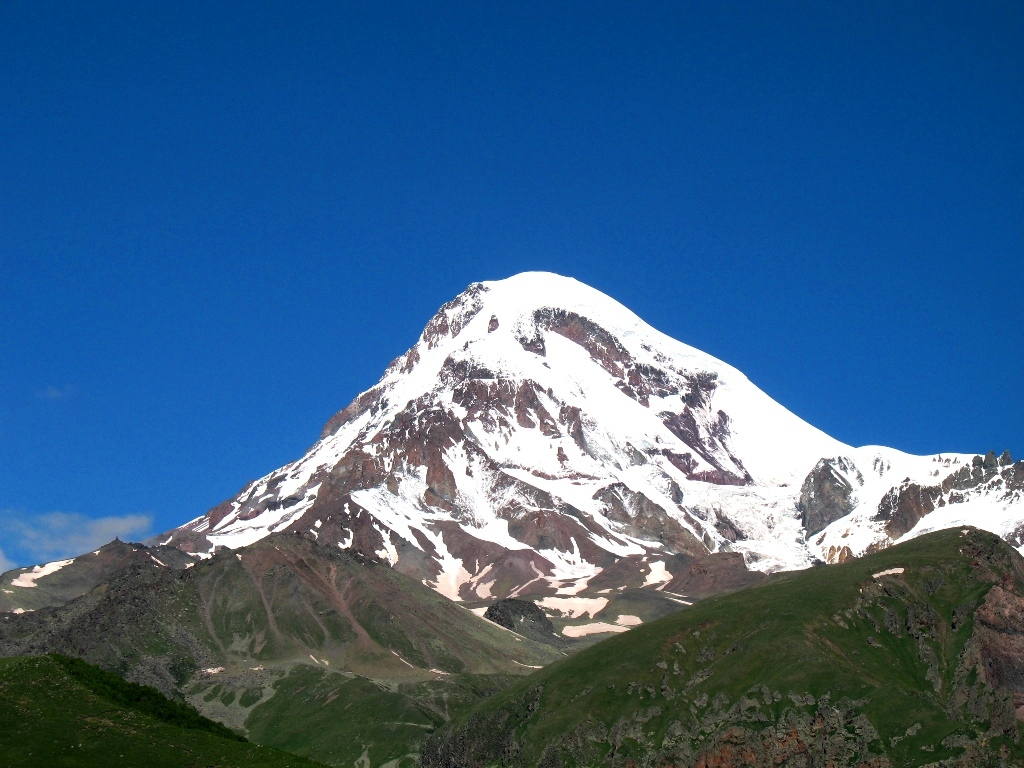
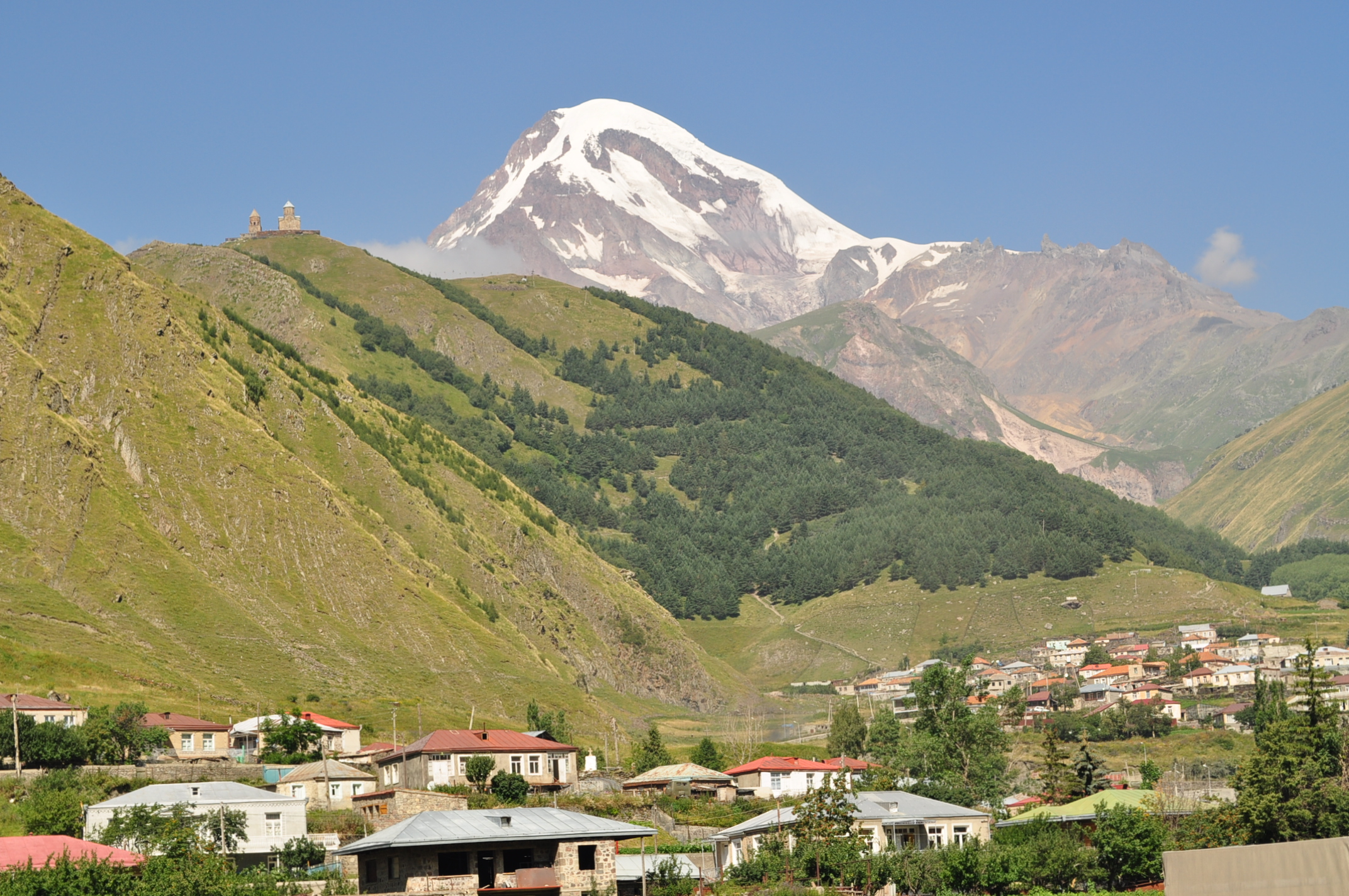
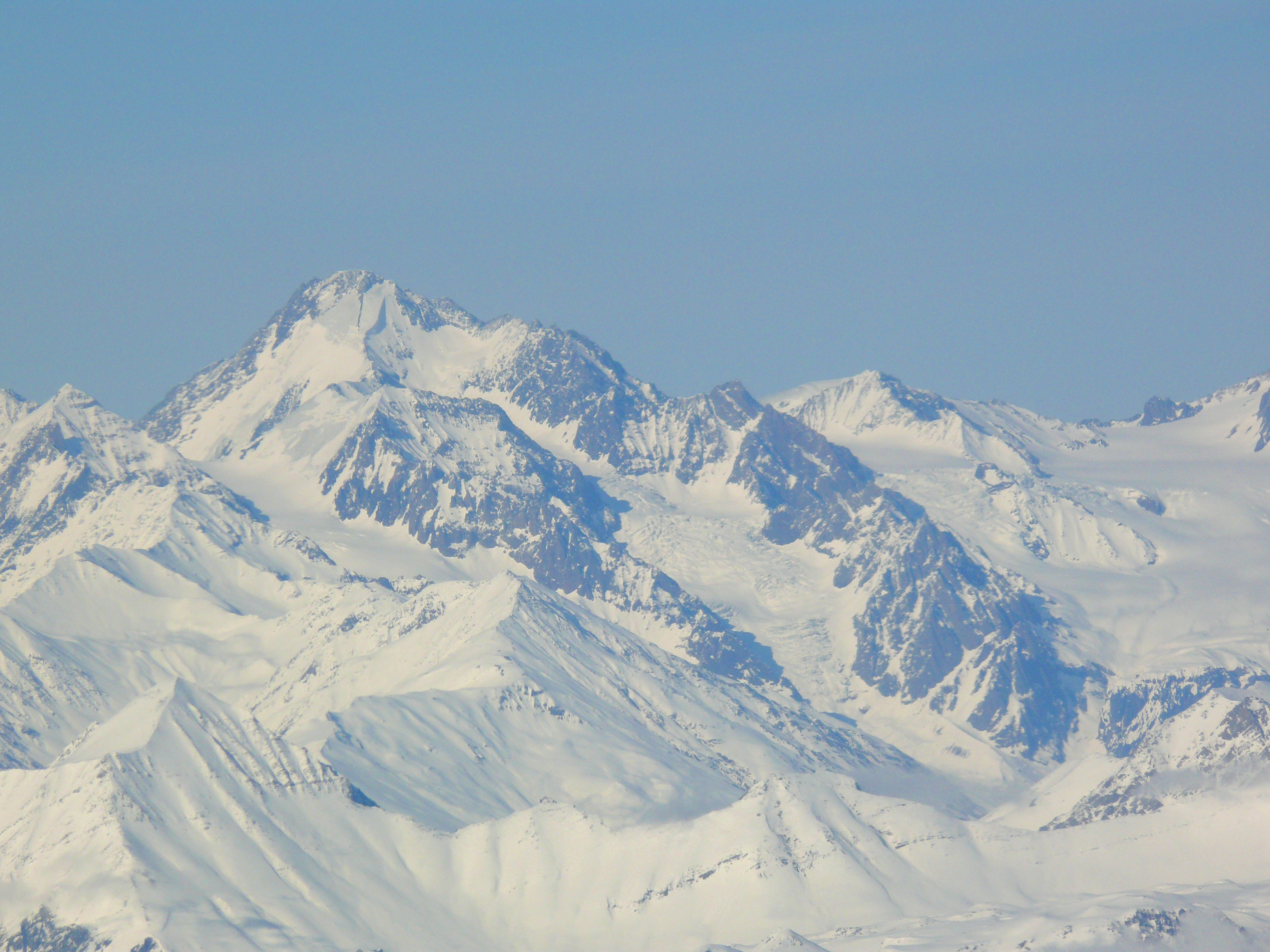
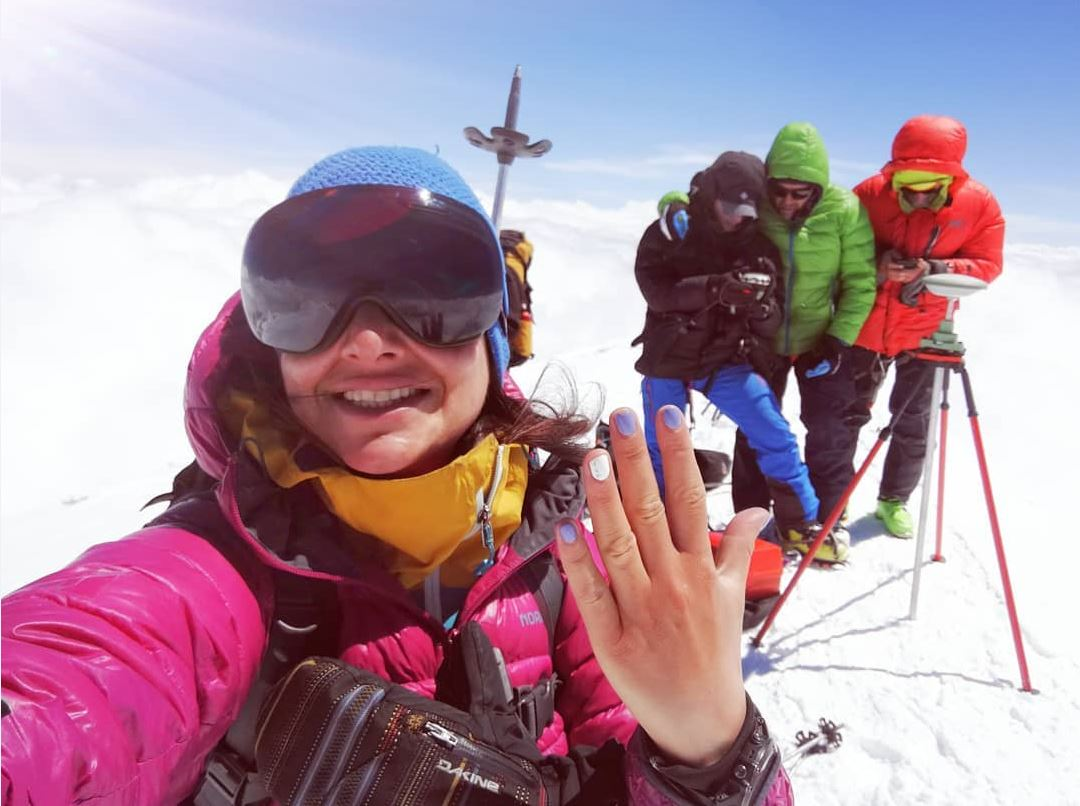
جبل كازبجي، أغسطس 2019
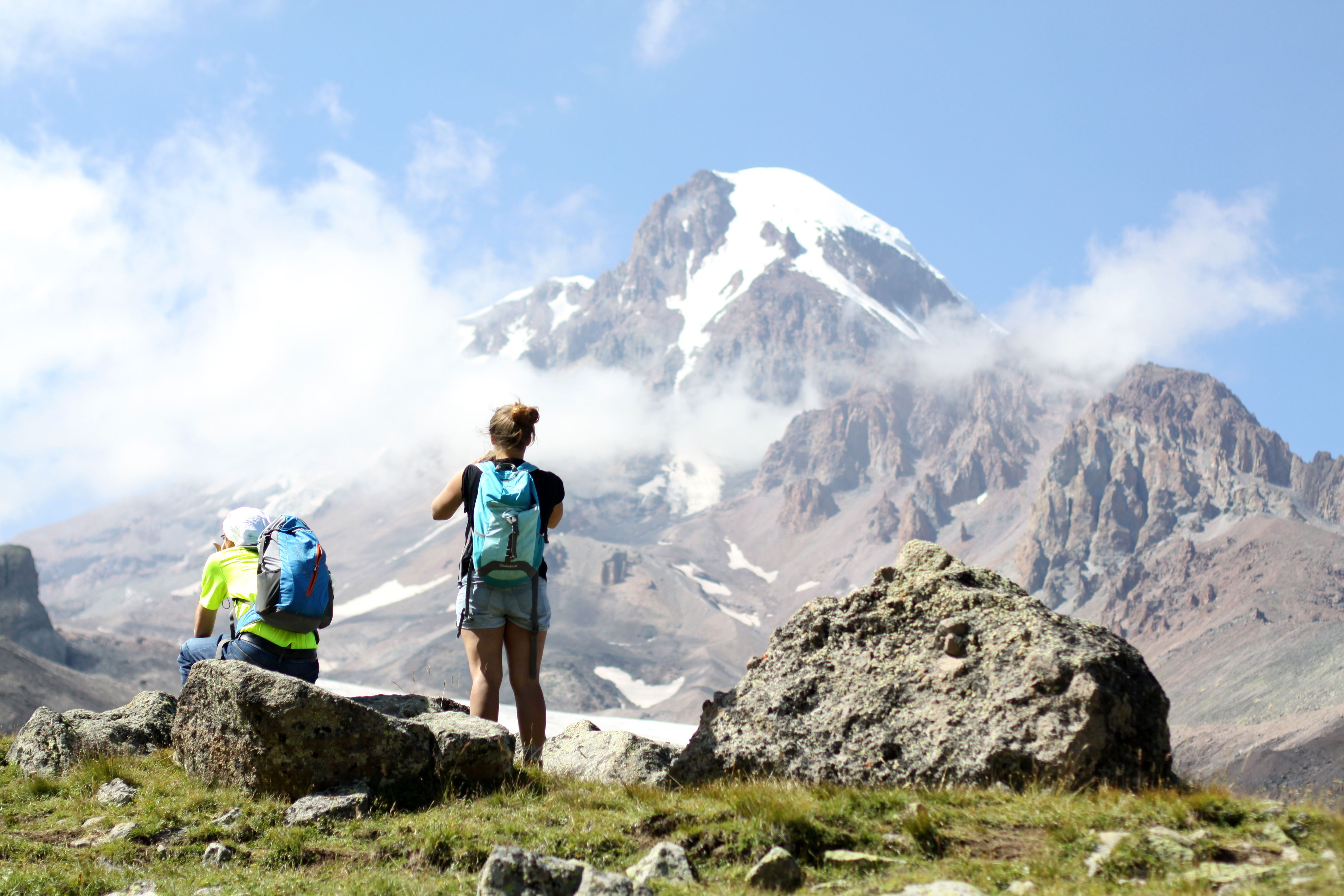
جبل كازبجي، أغسطس 2019
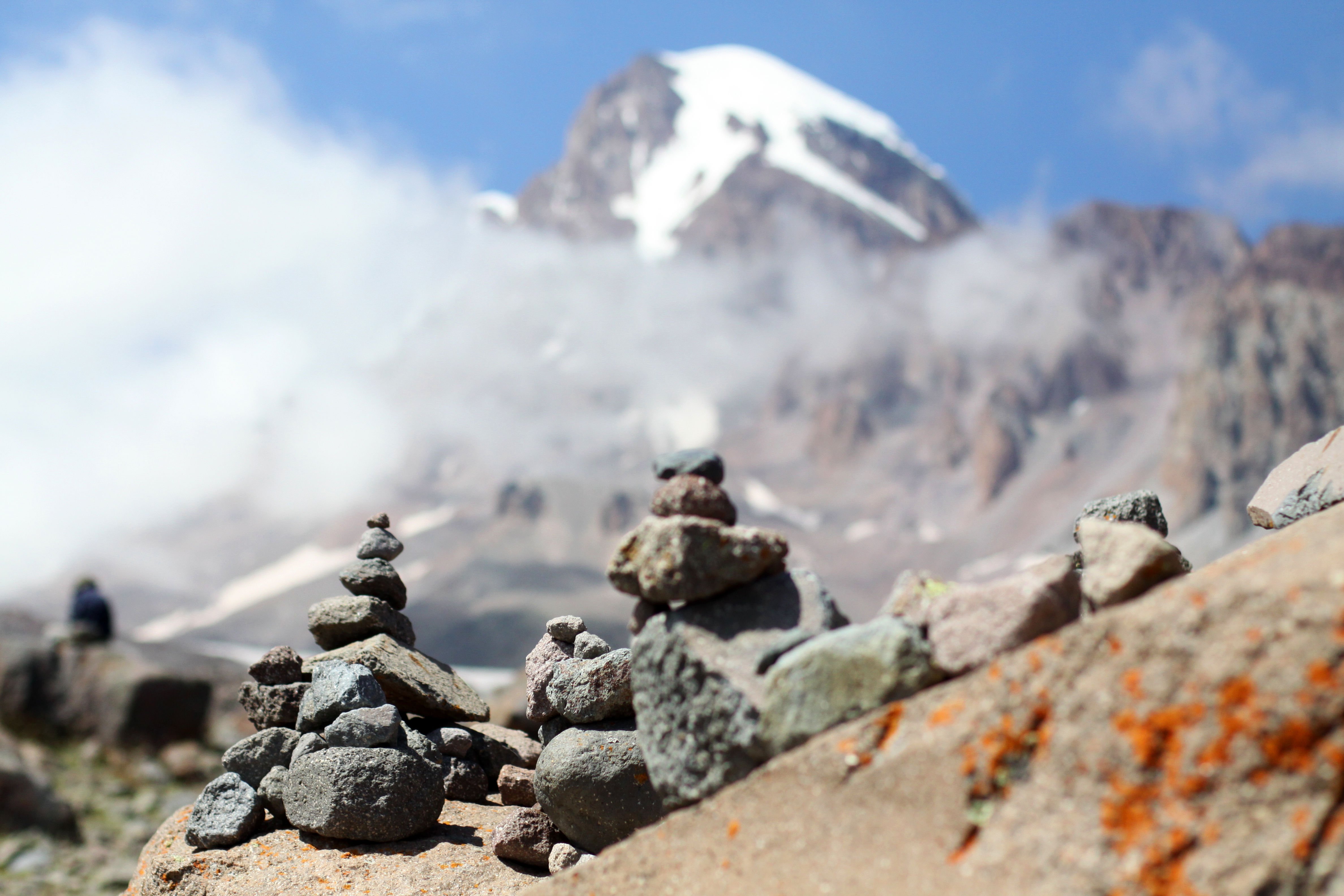
جبل كازبجي، أغسطس 2019
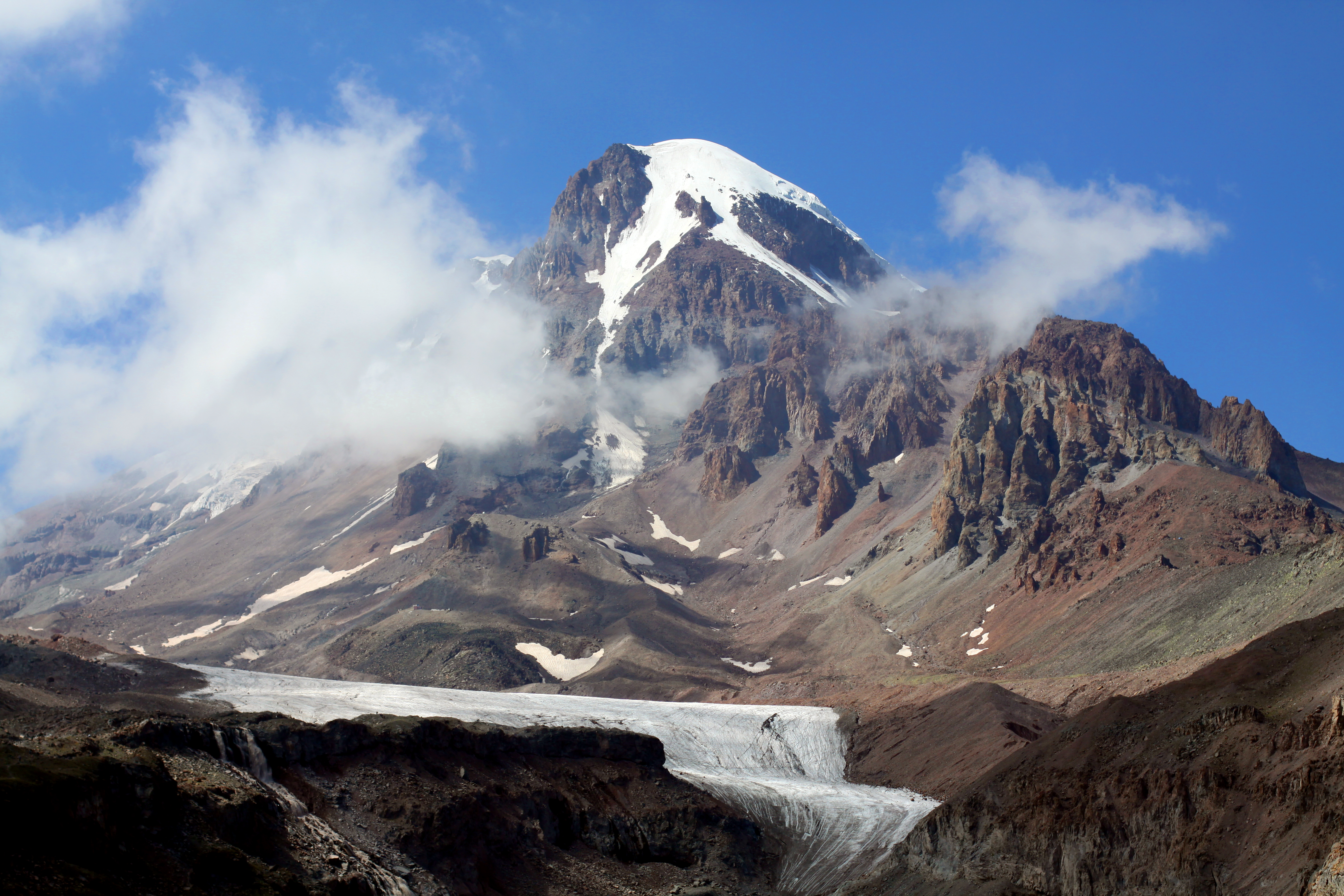
جبل كازبجي، أغسطس 2019
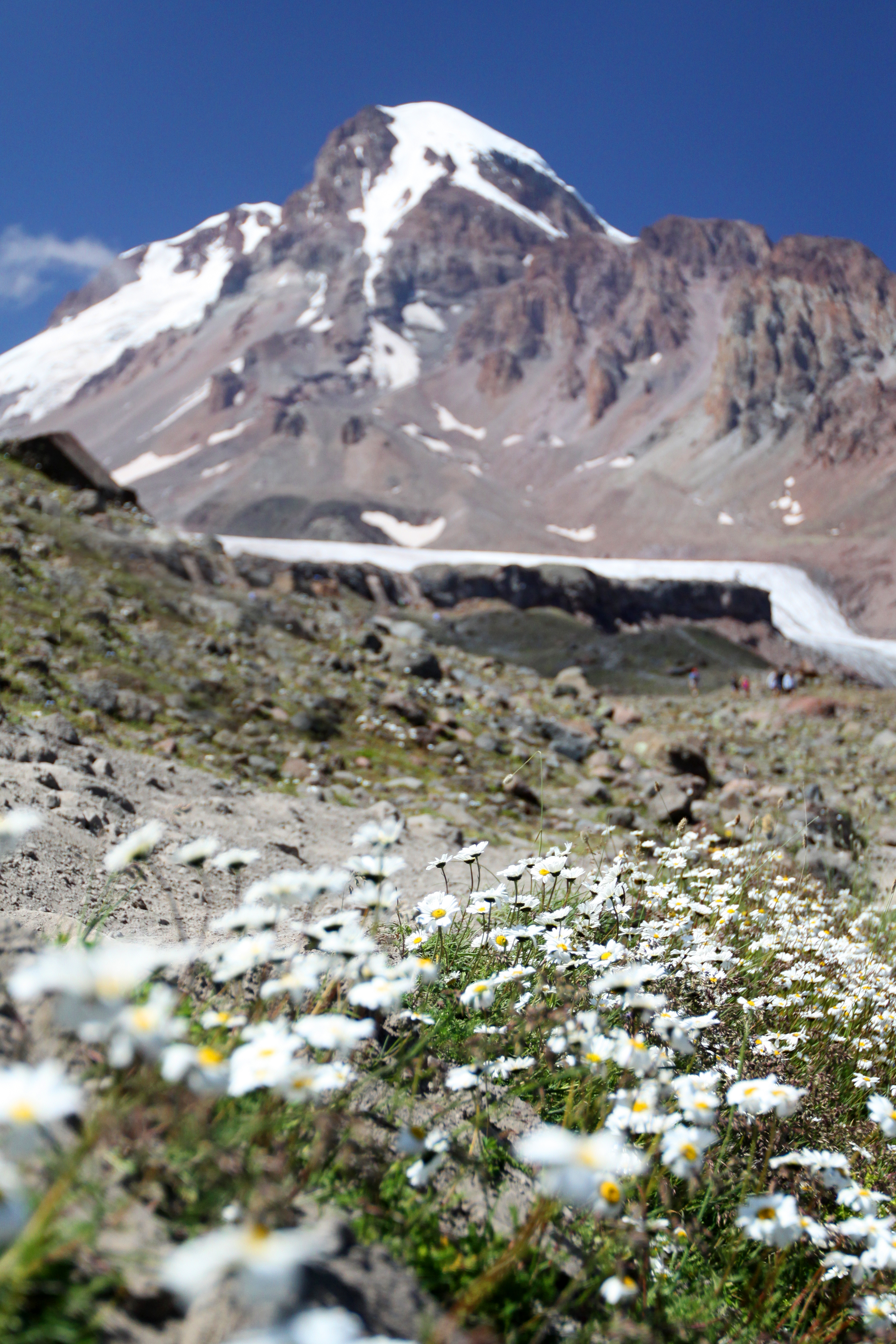
جبل كازبجي، أغسطس 2019
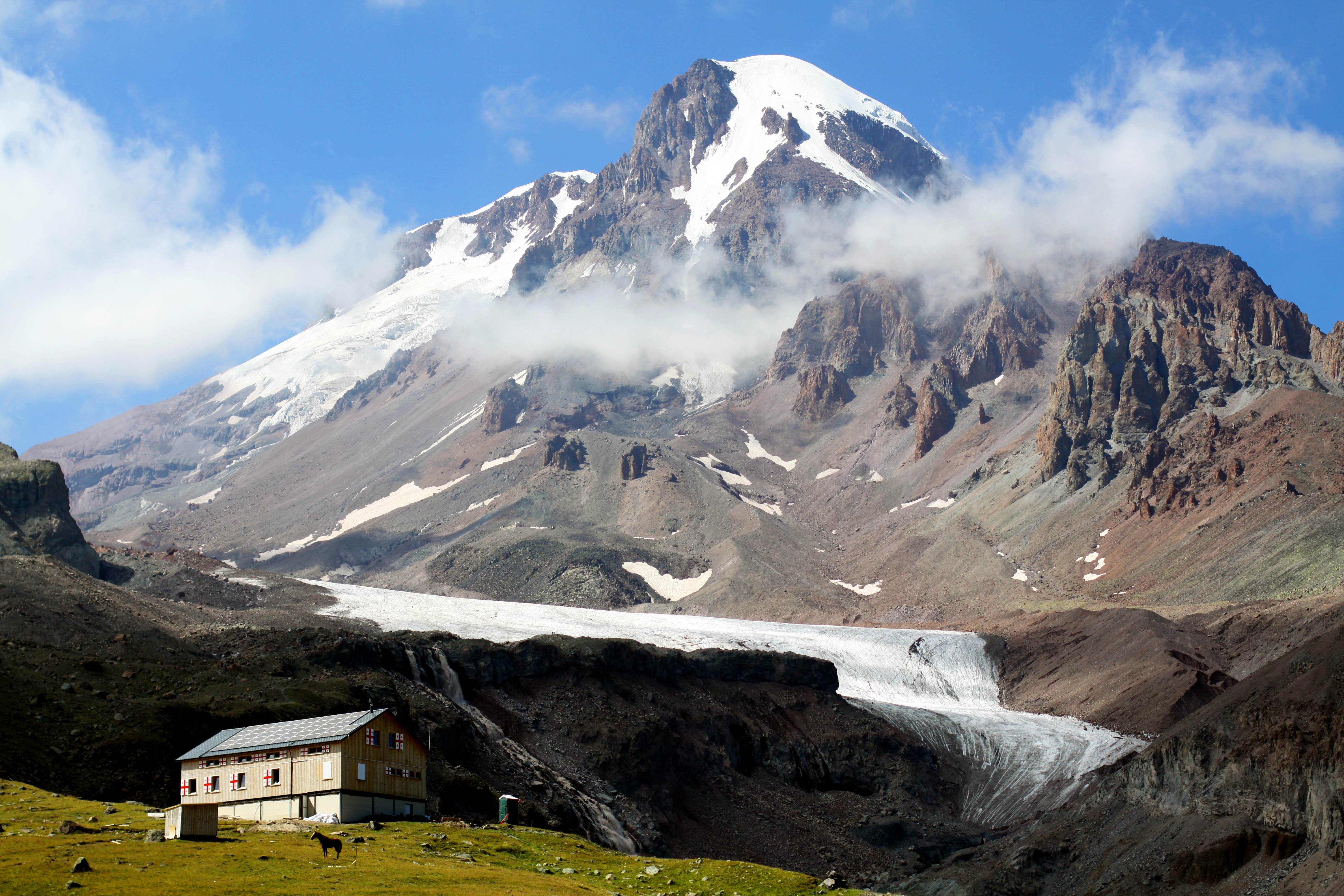
جبل كازبجي، أغسطس 2019
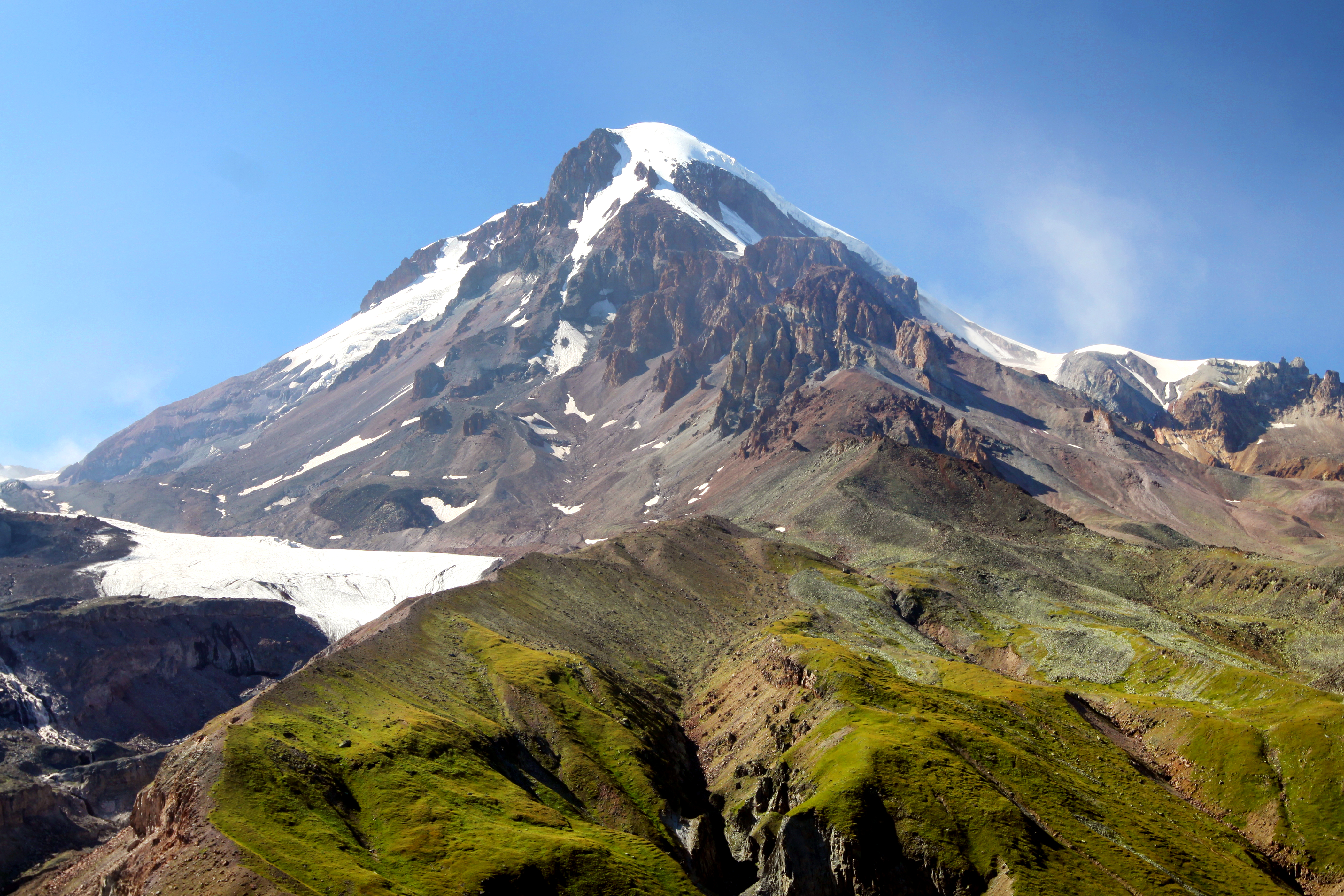
جبل كازبجي، أغسطس 2019
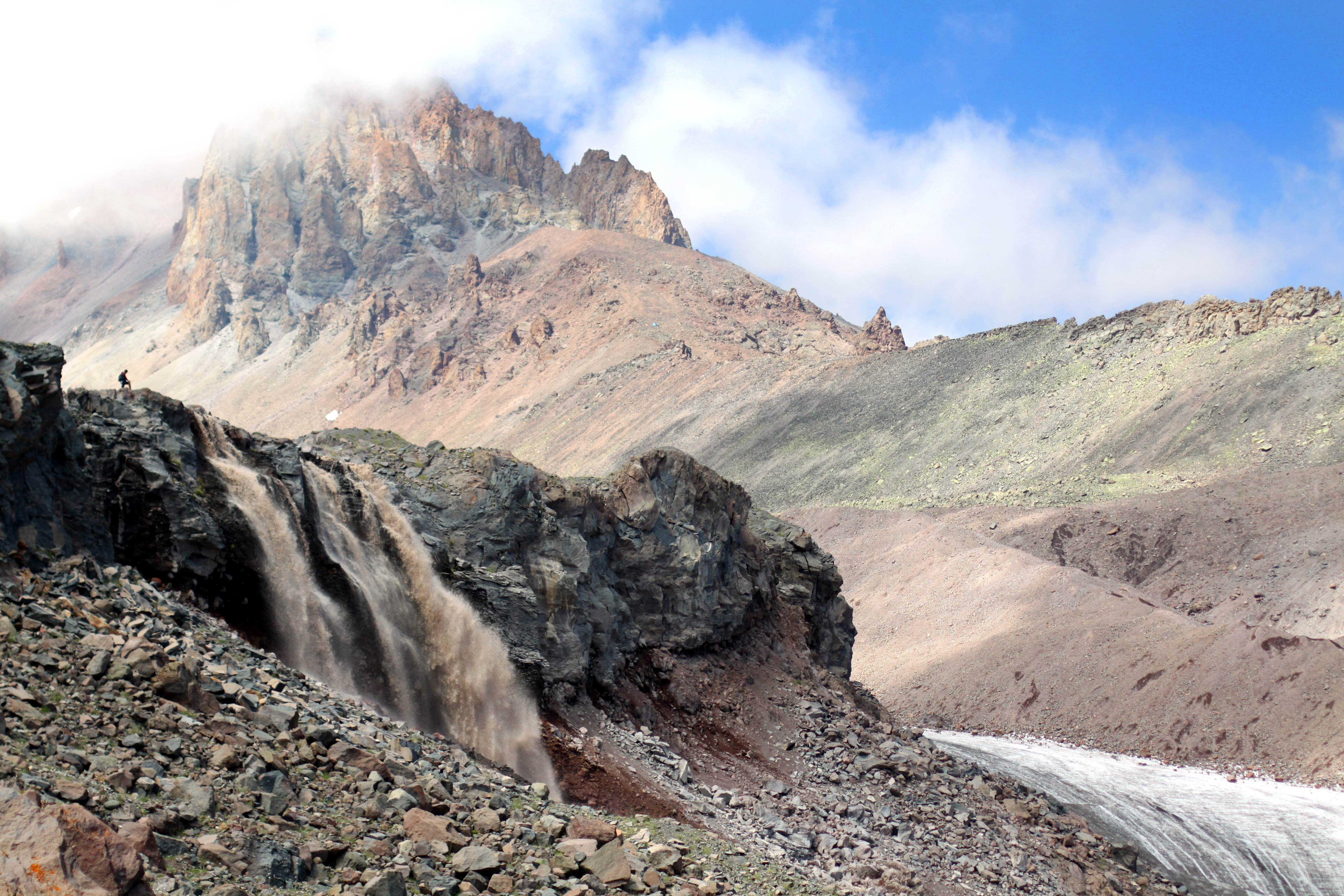
جبل كازبجي، أغسطس 2019
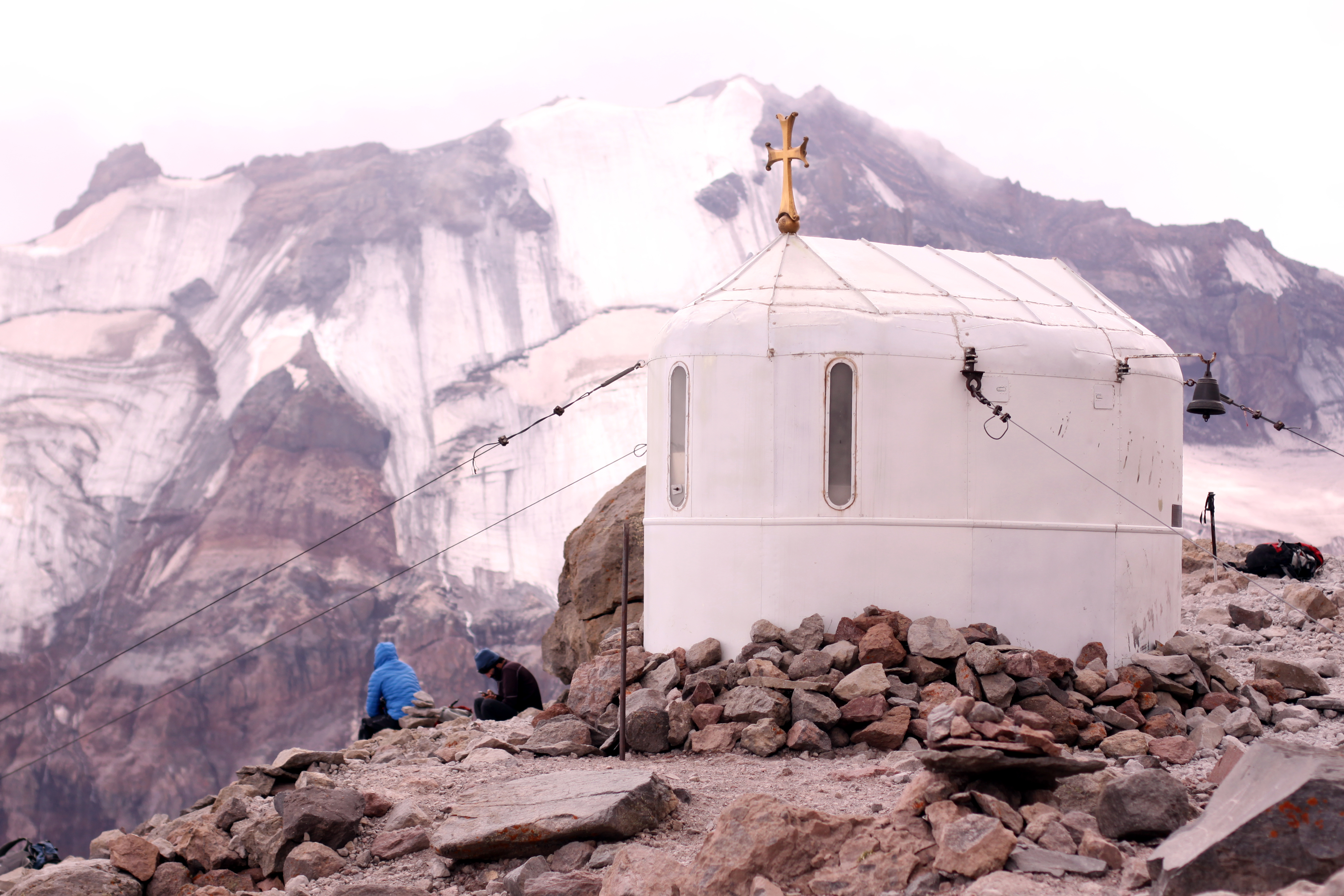
جبل كازبجي، أغسطس 2019
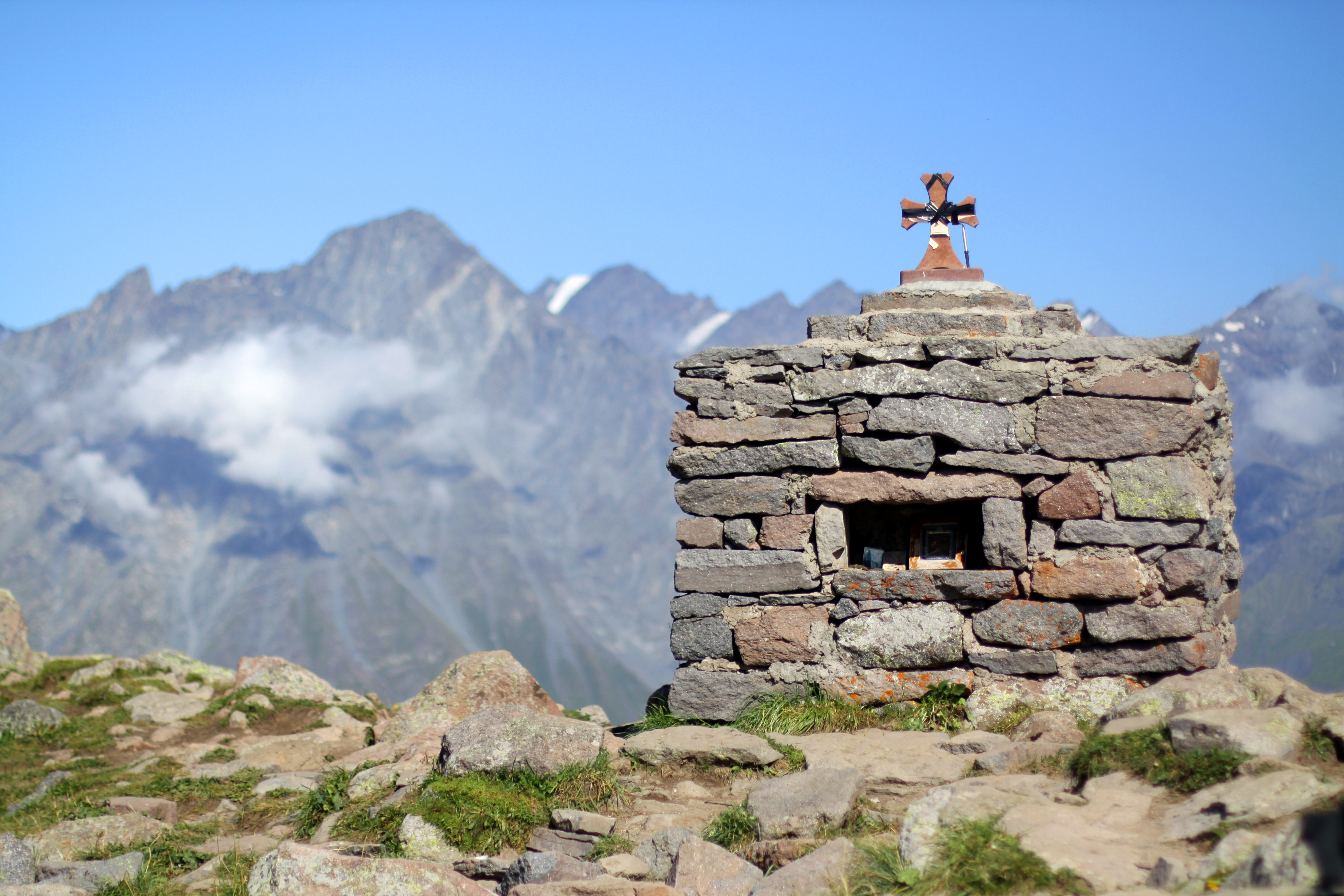
جبل كازبجي، أغسطس 2019
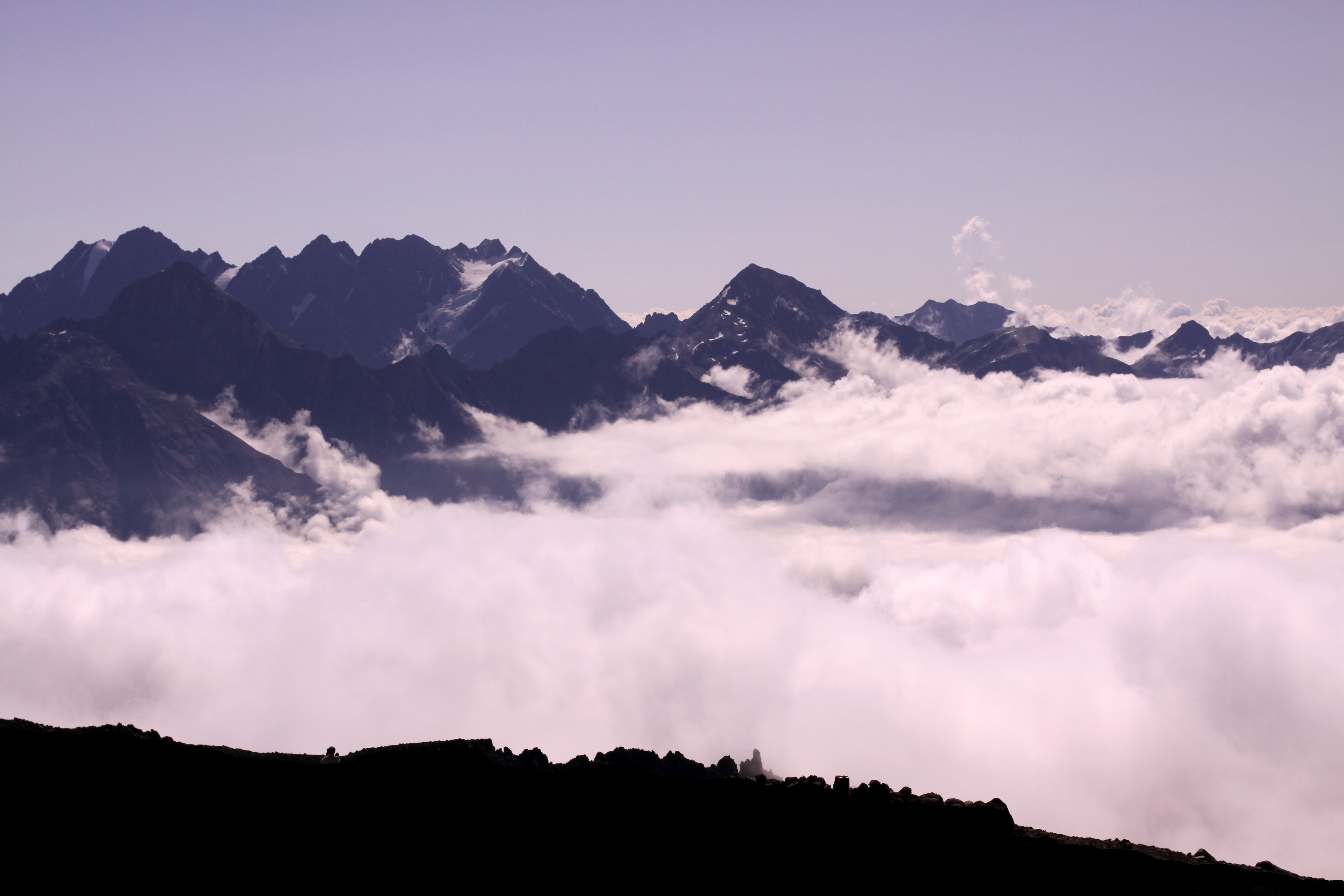
جبل كازبجي
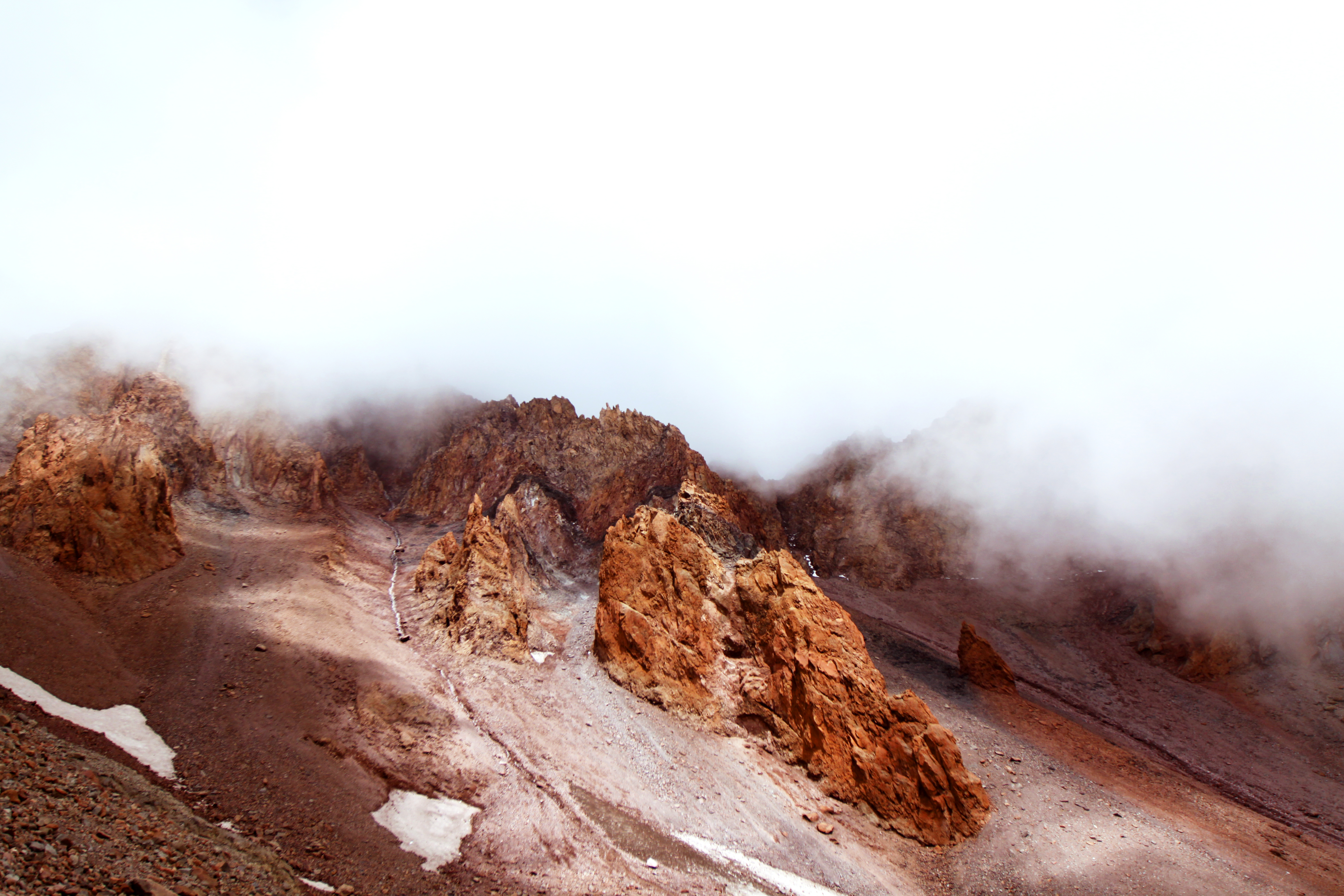
جبل كازبجي
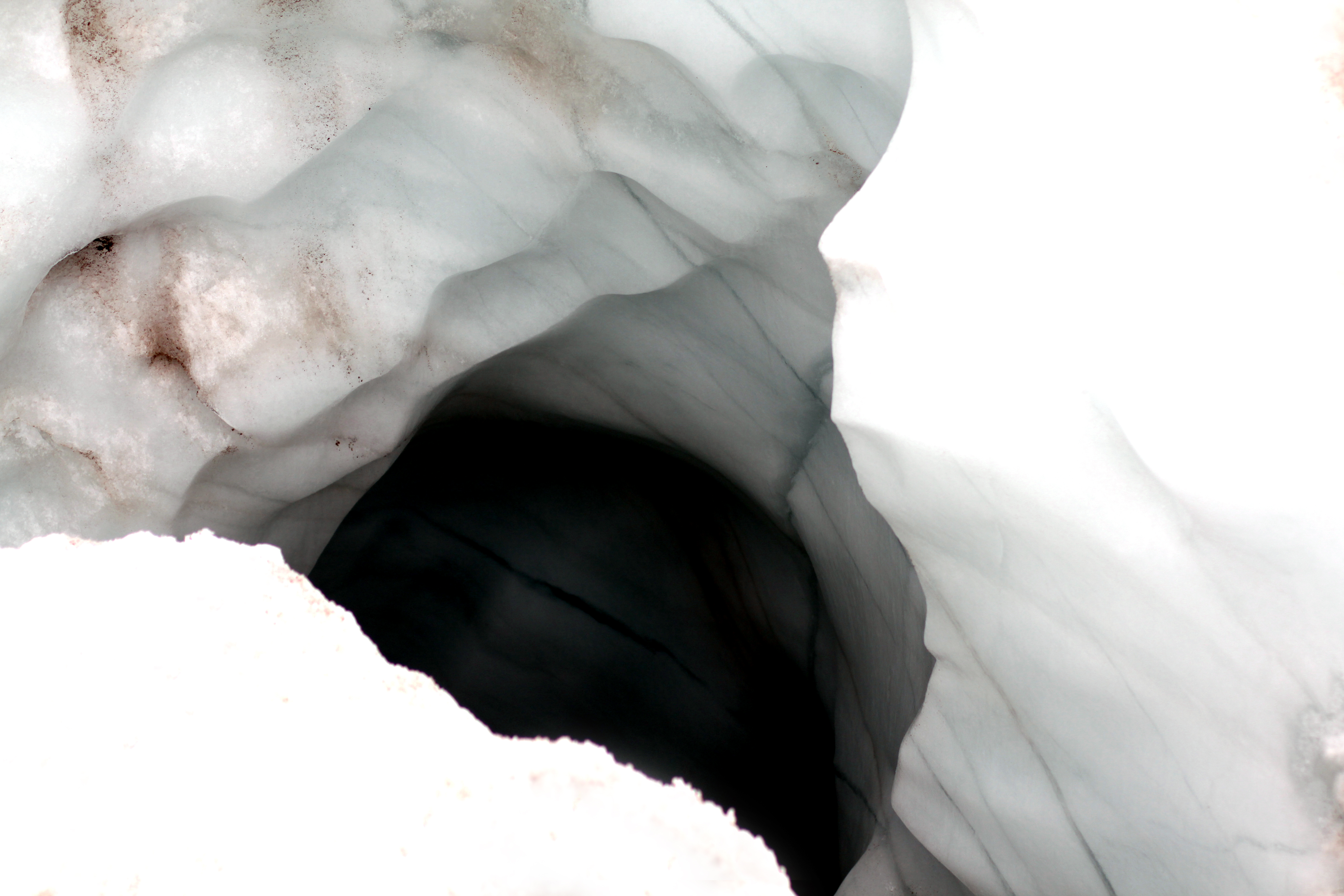
جبل كازبجي
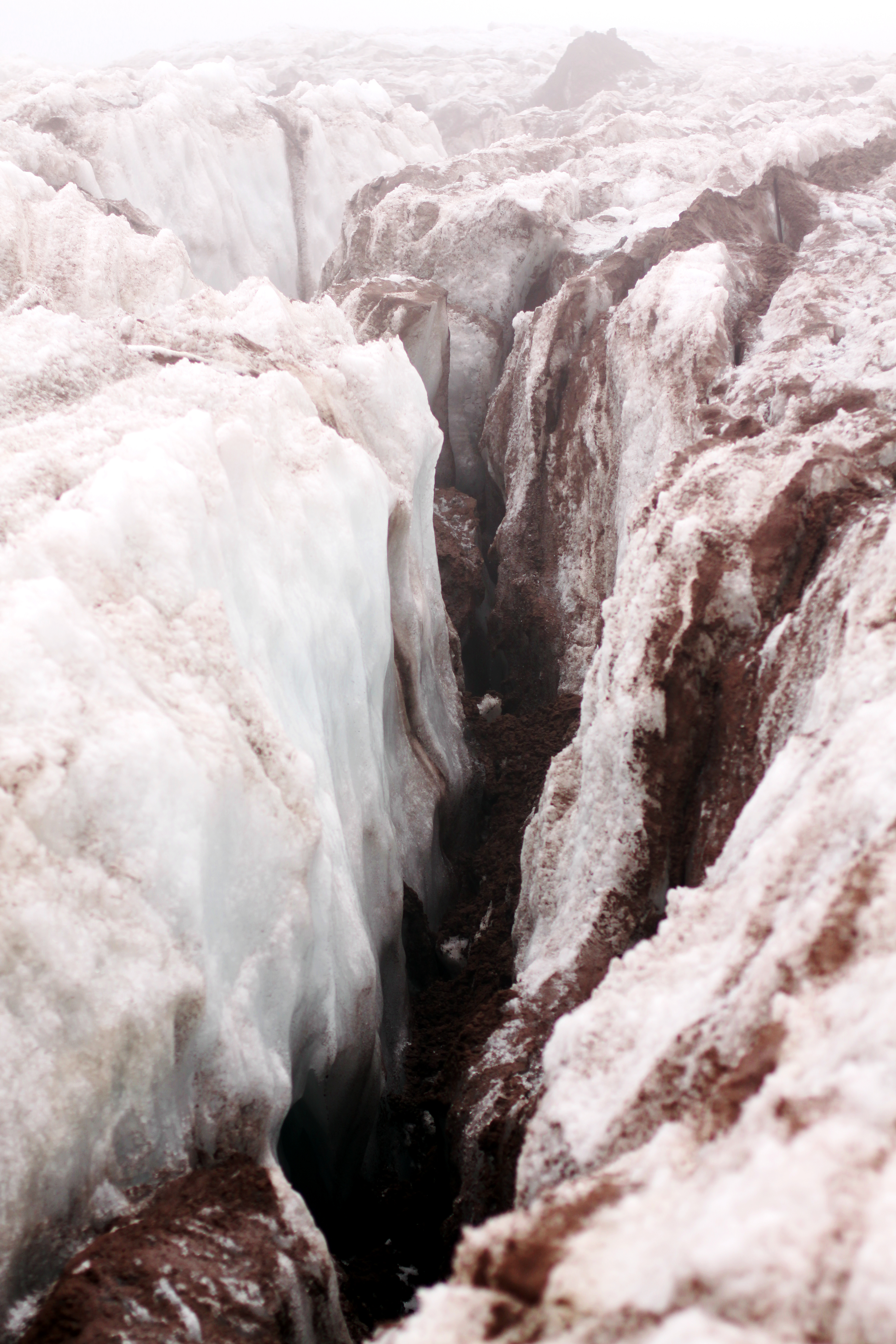
جبل كازبجي
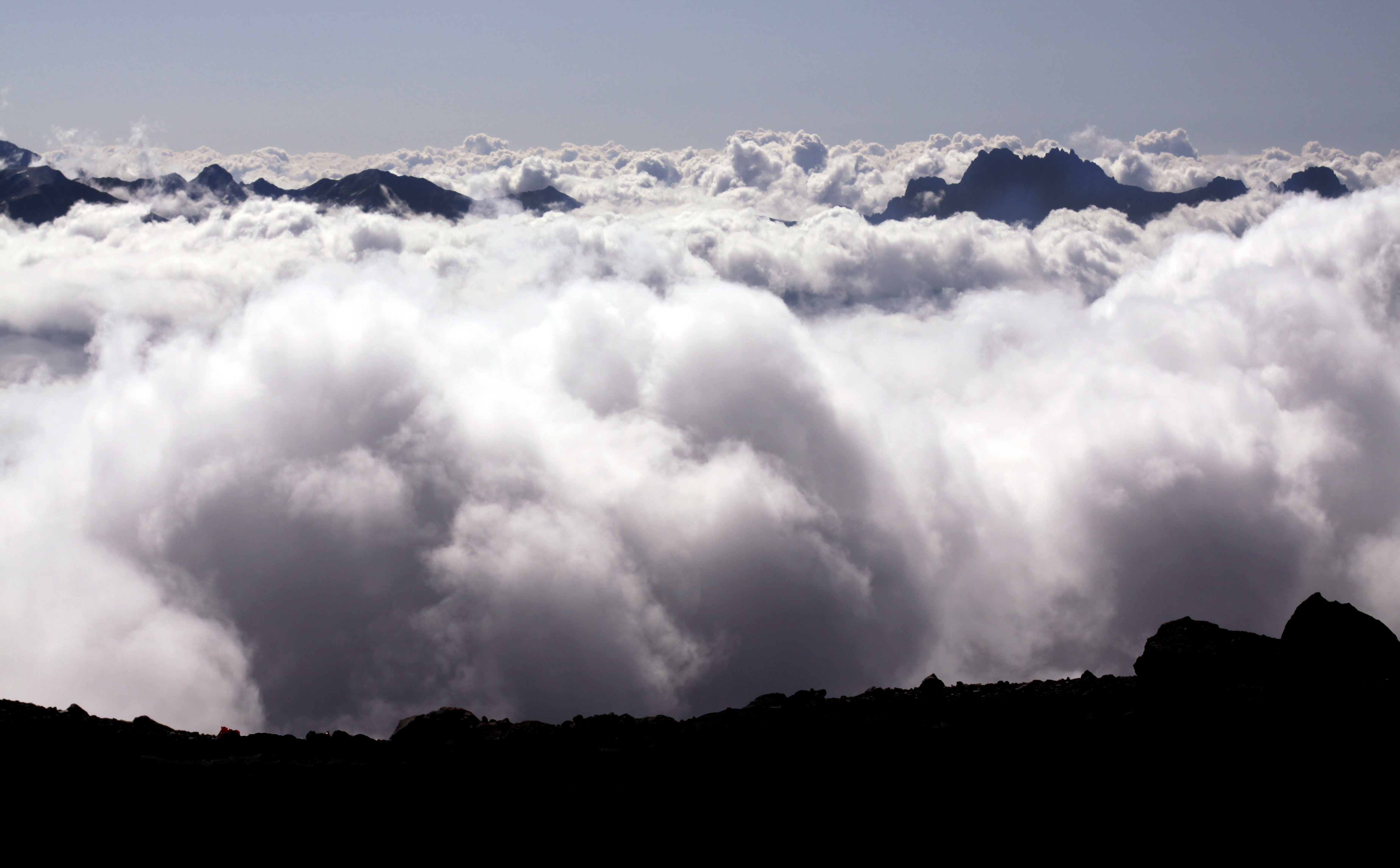
جبل كازبجي
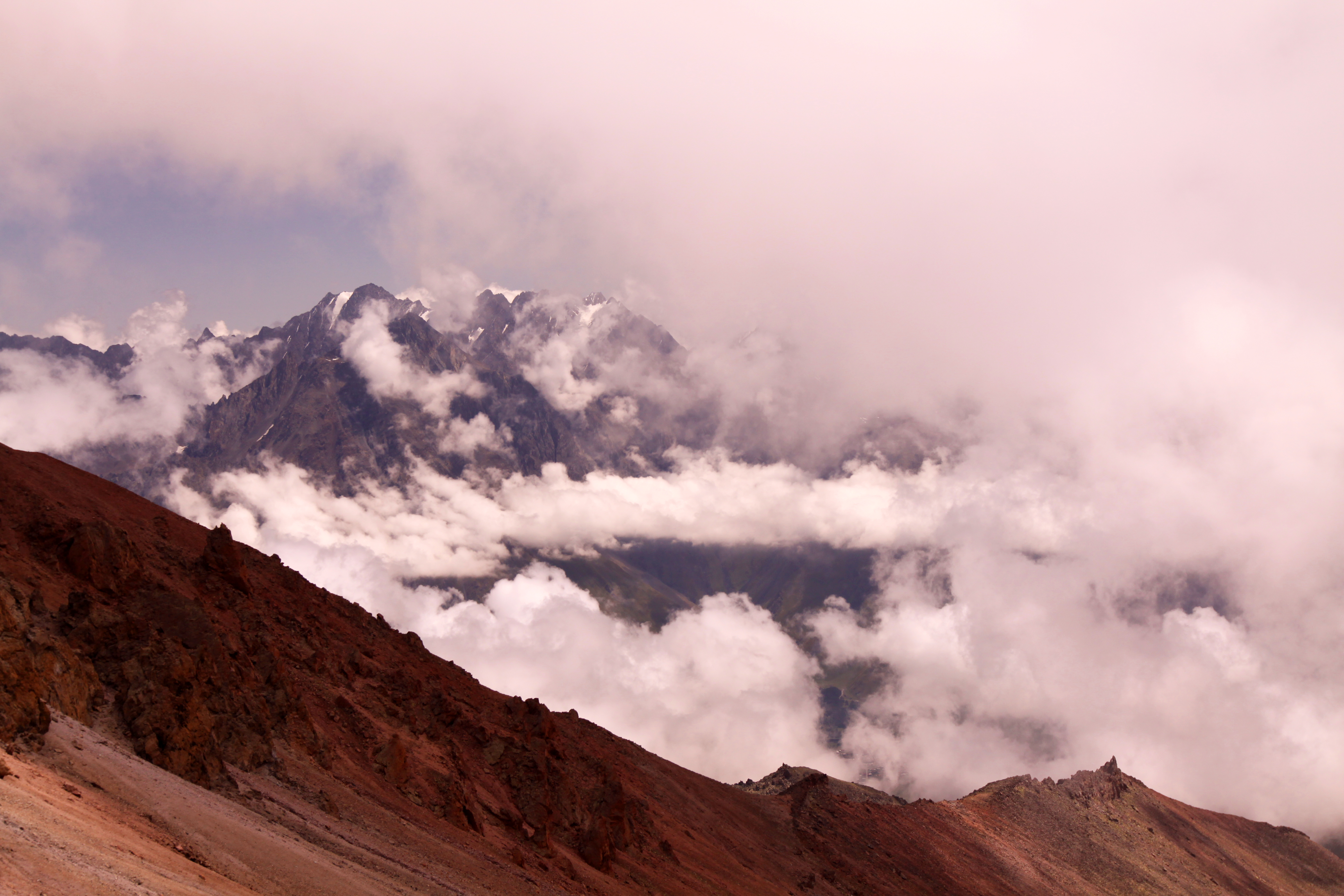
جبل كازبجي